# Alisher Yusupov

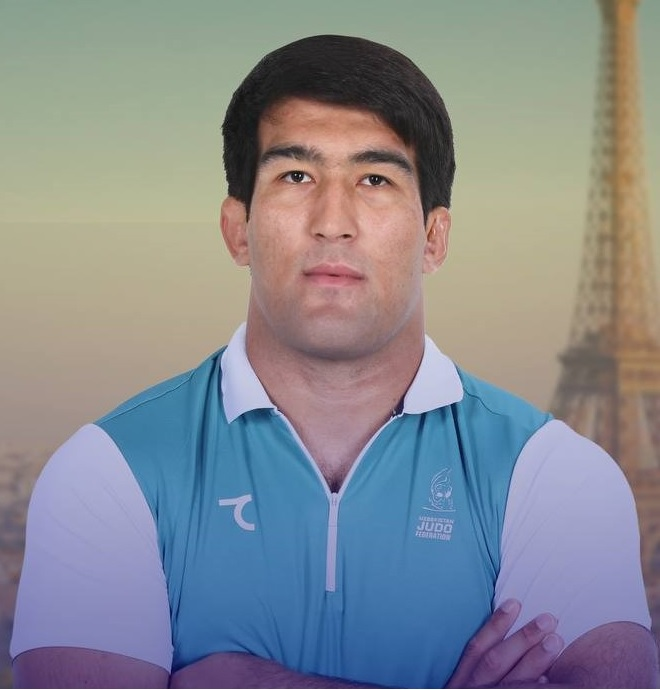
Alisher Yusupov

Alisher Yusupov (geboren am 2. Dezember 1998) ist ein usbekischer Judoka. 2023 und 2024 wurde er Weltmeisterschaftsdritter im Schwergewicht und 2024 zudem Olympiadritter.

## Sportliche Karriere
Yusupov war 2017 Dritter der U21-Asienmeisterschaften und wurde im gleichen Jahr Fünfter der Juniorenweltmeisterschaften in der Gewichtsklasse bis 100 Kilogramm. 2018 wurde er Zweiter der U21-Asienmeisterschaften.
Sein erster Medaillengewinn bei einem Judo-Grand-Slam-Turnier gelang ihm 2019 in Osaka, als er den dritten Platz belegte. Bei den Weltmeisterschaften 2021 in Budapest schied er in der zweiten Runde aus.
2022 erreichte er das Finale beim Grand-Slam-Turnier in Antalya, dort unterlag er dem Georgier Guram Tuschischwili. Zwei Monate später verlor er im Finale des Turniers in Tiflis gegen den Georgier Gela Zaalischwili. Bei den Weltmeisterschaften 2022 in Taschkent unterlag Yusupov im Viertelfinale dem Niederländer Roy Meyer. Er verlor dann in der Hoffnungsrunde gegen Guram Tuschischwili und belegte den siebten Platz. Im November 2022 erreichte er sein drittes Grand-Slam-Finale. Beim Turnier in Baku wurde er Zweiter hinter dem Tadschiken Temur Rahimow. Nachdem Yusupov 2023 beim Turnier in Paris den dritten Platz belegt hatte, gelang ihm beim Turnier in Taschkent der erste Grand-Slam-Sieg. Im Finale bezwang er den Japaner Takashi Saitō. bei den Weltmeisterschaften 2023 in Doha unterlag Yusupov im Halbfinale dem Russen Inal Tassojew. Im Kampf um eine Bronzemedaille bezwang Yusupov den Japaner Kokoro Kageura. Bei den 2023 ausgetragenen Asienspielen 2022 in Hangzhou gewann er die Bronzemedaille. In der Mannschaftskonkurrenz sicherte er sich mit der usbekischen Mannschaft außerdem die Silbermedaille. Im Mai 2024 bei den Weltmeisterschaften in Abu Dhabi verlor Yusupov im Halbfinale gegen den Georgier Guram Tuschischwili. Mit einem Sieg über den Kubaner Andy Granda sicherte sich der Usbeke eine Bronzemedaille. Bei den Olympischen Spielen 2024 in Paris gewann er die Bronzemedaille.